# قائمة رؤساء البرتغال
وتتألف القائمة الكاملة لرؤساء الجمهورية البرتغالية من رؤساء الدول العشرين في تاريخ البرتغال منذ ثورة 5 أكتوبر 1910 التي أقامت نظاما جمهوريا. وهذه القائمة لا تشمل فقط الأشخاص الذين أدى وا اليمين الدستورية رئيس البرتغال ولكن أيضا أولئك الذين خدموا فعلا رئيسا للدولة منذ عام 1910. وهذه هي قضية تيوفيلو براغا الذي شغل منصب رئيس الحكومة المؤقتة بعد الانقلاب الجمهوري. كما أن سيدونيو بايس ومندس كابيكاداس وغوميس دا كوستا وكذلك كانتو إي كاسترو وأوسكار كارمونا في الأشهر الأولى منهم لم يؤدوا اليمين الدستورية كرئيس للجمهورية، وعادة ما يكون رئيس الوزارة (رئيس الوزراء)، ولكن تراكم الأمر الواقع مع مهام رئيس الدولة. انظر الملاحظات لمزيد من المعلومات.

## الرؤساء
ويعكس الترقيم المصطلحات دون انقطاع في الخدمة التي يخدمها رجل واحد. على سبيل المثال، خدم خورخي سامبايو فترتين متتاليتين ويحسب على أنه الرئيس التاسع عشر (وليس 19 و 20). شغل تيوفيلو براغا منصب الرئيس الأول والحزب الوحيد للحكومة المؤقتة، وبالتالي فهو لا يعتبر أول رئيس، على الرغم من أنه سيخدم مرة أخرى كرئيس للدولة ويكون الرئيس الثاني بعد استقالة مانويل دي أرياجا. ومع ذلك، خدم برناردينو ماتشادو فترتين غير متتاليتين، ويحسب على أنهما الرئيسين الثالث والثامن. ولهذا السبب، تتضمن القائمة أدناه 20 رئاسة، ولكن فقط 19 رئيسا.
وبموجب دستور البرتغال الذي اعتمد في عام 1976، وفي أعقاب ثورة القرنفل عام 1974، ينتخب الرئيس لفترة خمس سنوات؛ لا يوجد حد لعدد الشروط التي يمكن أن يخدمها الرئيس، ولكن الرئيس الذي يخدم ولايتين متتاليتين قد لا يخدم مرة أخرى في السنوات الخمس المقبلة بعد انتهاء الولاية الثانية.
المقر الرسمي لرئيس البرتغال هو قصر بيليم.
والرئيس الحالي للبرتغال هو مارسيلو ريبيلو دي سوزا، الفائز في الانتخابات الرئاسية لعام 2016.
وتشير الألوان إلى الانتماء السياسي لكل رئيس.
     الجمهوري
     الديمقراطية
     الجمهوري الوطني/الصهاينة
     الحزب التطوري/الجمهوري الليبرالي
     الاتحاد الوطني/العمل الوطني الشعبي
     التجديد الديمقراطي
     الاشتراكية
     الحزب الديمقراطي الاجتماعي
     لا يوجد الحزب

### الجمهورية الأولى (1910–1926)
| No.                                        | الصورة                                     | الرئيس (الميلاد–الوفاة)                                       | الانتخابات                                 | الفترة                                     | الفترة                                     | الحزب السياسي                               | Ref.                                       |
| رئيس الحكومة المؤقتة للجمهورية (1910-1911) | رئيس الحكومة المؤقتة للجمهورية (1910-1911) | رئيس الحكومة المؤقتة للجمهورية (1910-1911)                    | رئيس الحكومة المؤقتة للجمهورية (1910-1911) | رئيس الحكومة المؤقتة للجمهورية (1910-1911) | رئيس الحكومة المؤقتة للجمهورية (1910-1911) | رئيس الحكومة المؤقتة للجمهورية (1910-1911)  | رئيس الحكومة المؤقتة للجمهورية (1910-1911) |
| ------------------------------------------ | ------------------------------------------ | ------------------------------------------------------------- | ------------------------------------------ | ------------------------------------------ | ------------------------------------------ | ------------------------------------------- | ------------------------------------------ |
| -                                          |                                            | تيوفيلو براغا (1843–1924)                                     | —                                          | 5 أكتوبر 1910                              | 24 أغسطس 1911                              | Republican                                  | [ 2 ]                                      |
| رؤساء الجمهورية (1911–1926)                |                                            |                                                               |                                            |                                            |                                            |                                             |                                            |
| 1                                          |                                            | مانويل دي آرياغا (1840–1917)                                  | 1911                                       | 24 أغسطس 1911                              | 26 مايو 1915[R]                            | Republican لاحقا Democratic                 | [ 4 ] [ 3 ]                                |
| 2                                          |                                            | تيوفيلو براغا (1843–1924)                                     | مايو 1915                                  | 29 مايو 1915                               | 5 أكتوبر 1915                              | Democratic                                  | [ 4 ] [ 5 ]                                |
| 3                                          |                                            | برناردينو ماتشادو (1851–1944)                                 | أغسطس 1915                                 | 5 أكتوبر 1915                              | 5 ديسمبر 1917[C]                           | Democratic                                  | [ 4 ] [ 6 ]                                |
| -                                          |                                            | عسكري (رئيس الدولة بحكم منصبه) الرئيس: Sidónio Pais           | —                                          | 12 ديسمبر 1917                             | 28 أبريل 1918                              | –                                           | [ 4 ] [ 7 ]                                |
| 4                                          |                                            | Sidónio Pais (1872–1918)                                      | أبريل 1918                                 | 28 أبريل 1918                              | 14 ديسمبر 1918[A]                          | National Republican أو "Sidonist"           | [ 4 ] [ 7 ]                                |
| -                                          |                                            | عسكري (رئيس الدولة بحكم منصبه) الرئيس: جواو دو كانتو ه كاسترو | —                                          | 14 ديسمبر 1918                             | 16 ديسمبر 1918                             | –                                           | [ 9 ]                                      |
| 5                                          |                                            | جواو دو كانتو ه كاسترو (1862–1934)                            | 1918 ‏                                      | 16 ديسمبر 1918                             | 5 أكتوبر 1919                              | National Republican أو "Sidonist"           | [ 4 ] [ 11 ]                               |
| 6                                          |                                            | أنطونيو خوسيه دي ألميدا (1866–1929)                           | 1919 ‏                                      | 5 أكتوبر 1919                              | 5 أكتوبر 1923                              | Evolutionist Party لاحقا Republican Liberal | [ 4 ] [ 12 ]                               |
| 7                                          |                                            | مانويل تيكسيرا جوميز (1860–1941)                              | 1923 ‏                                      | 5 أكتوبر 1923                              | 11 ديسمبر 1925[R]                          | Democratic                                  | [ 4 ] [ 13 ]                               |
| 8                                          |                                            | برناردينو ماتشادو (1851–1944) 2nd time                        | 1925 ‏                                      | 11 ديسمبر 1925                             | 31 مايو 1926[C]                            | Democratic                                  | [ 4 ] [ 6 ]                                |

### الجمهورية الثانية (1926–1974)
| No.                                                    | الصورة                                                 | الرئيس (الميلاد–الوفاة)                                                  | الانتخابات                                             | الفترة                                                 | الفترة                                                 | الحزب السياسي                                          | Ref.                                                   |
| Ditadura Nacional (National Dictatأوship) ‏ (1926–1932) | Ditadura Nacional (National Dictatأوship) ‏ (1926–1932) | Ditadura Nacional (National Dictatأوship) ‏ (1926–1932)                   | Ditadura Nacional (National Dictatأوship) ‏ (1926–1932) | Ditadura Nacional (National Dictatأوship) ‏ (1926–1932) | Ditadura Nacional (National Dictatأوship) ‏ (1926–1932) | Ditadura Nacional (National Dictatأوship) ‏ (1926–1932) | Ditadura Nacional (National Dictatأوship) ‏ (1926–1932) |
| ------------------------------------------------------ | ------------------------------------------------------ | ------------------------------------------------------------------------ | ------------------------------------------------------ | ------------------------------------------------------ | ------------------------------------------------------ | ------------------------------------------------------ | ------------------------------------------------------ |
| 9                                                      |                                                        | José Mendes Cabeçadas (1883–1965)                                        | —                                                      | 31 مايو 1926                                           | 17 يونيو 1926[C]                                       | ضابط عسكري                                             | [ 4 ] [ 15 ]                                           |
| -                                                      |                                                        | عسكري (رئيس الدولة بحكم منصبه) الرئيس: مانويل دي أوليفيرا جوميز دا كوستا | —                                                      | 17 يونيو 1926                                          | 29 يونيو 1926                                          | –                                                      | [ 16 ]                                                 |
| 10                                                     |                                                        | مانويل دي أوليفيرا جوميز دا كوستا (1863–1929)                            | —                                                      | 29 يونيو 1926                                          | 9 يوليو 1926[C]                                        | ضابط عسكري                                             | [ 4 ] [ 17 ]                                           |
| -                                                      |                                                        | عسكري (رئيس الدولة بحكم منصبه) الرئيس: أوسكار كارمونا                    | —                                                      | 9 يوليو 1926                                           | 16 نوفمبر 1926                                         | –                                                      | [ 4 ] [ 18 ]                                           |
| 11                                                     |                                                        | أوسكار كارمونا (1869–1951)                                               | —                                                      | 16 نوفمبر 1926                                         | 15 أبريل 1928                                          | ضابط عسكري                                             | [ 4 ] [ 18 ]                                           |
| 11                                                     | إستادو نوفو (1932–1974)                                |                                                                          |                                                        |                                                        |                                                        |                                                        |                                                        |
| 11                                                     |                                                        | أوسكار كارمونا (1869–1951)                                               | 1928 ‏                                                  | 15 أبريل 1928                                          | 26 أبريل 1935                                          | ضابط عسكري من 1932 National Union                      | [ 4 ] [ 18 ]                                           |
| 11                                                     | 1935 ‏                                                  | أوسكار كارمونا (1869–1951)                                               | 26 أبريل 1935                                          | 15 أبريل 1942                                          |                                                        | ضابط عسكري من 1932 National Union                      | [ 4 ] [ 18 ]                                           |
| 11                                                     | 1942 ‏                                                  | أوسكار كارمونا (1869–1951)                                               | 15 أبريل 1942                                          | 20 أبريل 1949                                          |                                                        | ضابط عسكري من 1932 National Union                      | [ 4 ] [ 18 ]                                           |
| 11                                                     | 1949 ‏                                                  | أوسكار كارمونا (1869–1951)                                               | 20 أبريل 1949                                          | 18 أبريل 1951[D]                                       |                                                        | ضابط عسكري من 1932 National Union                      | [ 4 ] [ 18 ]                                           |
| -                                                      |                                                        | أنطونيو سالازار (1889–1970)                                              | —                                                      | 18 أبريل 1951                                          | 21 يوليو 1951                                          | National Union                                         | [ 21 ]                                                 |
| 12                                                     |                                                        | Francisco Craveiro Lopes (1894–1964)                                     | 1951                                                   | 21 يوليو 1951                                          | 9 أغسطس 1958                                           | National Union                                         | [ 4 ] [ 22 ]                                           |
| 13                                                     |                                                        | أمريكو توماس (1894–1987)                                                 | 1958                                                   | 9 أغسطس 1958                                           | 9 أغسطس 1965                                           | National Union من 1970 People's National Action        | [ 4 ] [ 23 ]                                           |
| 13                                                     | 1965 ‏                                                  | أمريكو توماس (1894–1987)                                                 | 9 أغسطس 1965                                           | 9 أغسطس 1972                                           |                                                        | National Union من 1970 People's National Action        | [ 4 ] [ 23 ]                                           |
| 13                                                     | 1972 ‏                                                  | أمريكو توماس (1894–1987)                                                 | 9 أغسطس 1972                                           | 25 أبريل 1974[C]                                       |                                                        | National Union من 1970 People's National Action        | [ 4 ] [ 23 ]                                           |

### الجمهورية الثالثة (1974–الآن)
| No.                                                 | الصورة                                             | الرئيس (الميلاد–الوفاة)                            | الانتخابات                                         | الفترة                                             | الفترة                                             | الحزب السياسي                                      | Ref.                                               |
| الرؤساء المعينون في أعقاب ثورة القرنفل (1974–1976)  | الرؤساء المعينون في أعقاب ثورة القرنفل (1974–1976) | الرؤساء المعينون في أعقاب ثورة القرنفل (1974–1976) | الرؤساء المعينون في أعقاب ثورة القرنفل (1974–1976) | الرؤساء المعينون في أعقاب ثورة القرنفل (1974–1976) | الرؤساء المعينون في أعقاب ثورة القرنفل (1974–1976) | الرؤساء المعينون في أعقاب ثورة القرنفل (1974–1976) | الرؤساء المعينون في أعقاب ثورة القرنفل (1974–1976) |
| --------------------------------------------------- | -------------------------------------------------- | -------------------------------------------------- | -------------------------------------------------- | -------------------------------------------------- | -------------------------------------------------- | -------------------------------------------------- | -------------------------------------------------- |
| -                                                   | مجلس الإنقاذ الوطني ‏ الرئيس: أنطونيو دي سبينولا    | مجلس الإنقاذ الوطني ‏ الرئيس: أنطونيو دي سبينولا    | —                                                  | 25 أبريل 1974                                      | 15 مايو 1974                                       | –                                                  | [ 25 ]                                             |
| 14                                                  | António de Spínola (1974).png                      | أنطونيو دي سبينولا (1910–1996)                     | —                                                  | 15 مايو 1974                                       | 30 سبتمبر 1974[R]                                  | ضابط عسكري                                         | [ 4 ] [ 25 ]                                       |
| 15                                                  | Francisco Costa Gomes Roma 1975.jpg                | فرانسيسكو دا كوستا غوميز (1914–2001)               | —                                                  | 30 سبتمبر 1974                                     | 14 يوليو 1976                                      | ضابط عسكري                                         | [ 4 ] [ 26 ]                                       |
| الرؤساء المنتخبون بموجب دستور الجمهورية (1976–الآن) |                                                    |                                                    |                                                    |                                                    |                                                    |                                                    |                                                    |
| 16                                                  | Ramalho Eanes (1983-09-14) (cropped).png           | أنطونيو راماليو ايانس (مواليد 1935)                | 1976 ‏                                              | 14 يوليو 1976                                      | 14 يناير 1981                                      | ضابط عسكري من 1985 Democratic Renewal              | [ 4 ] [ 27 ]                                       |
| 16                                                  | Ramalho Eanes (1983-09-14) (cropped).png           | أنطونيو راماليو ايانس (مواليد 1935)                | 1980                                               | 14 يناير 1981                                      | 9 مارس 1986                                        | ضابط عسكري من 1985 Democratic Renewal              | [ 4 ] [ 27 ]                                       |
| 17                                                  | Mário Soares par Claude Truong-Ngoc 1978.png       | ماريو سواريز (1924–2017)                           | 1986                                               | 9 مارس 1986                                        | 9 مارس 1991                                        | الحزب الاشتراكي (البرتغال)                         | [ 4 ] [ 28 ]                                       |
| 17                                                  | Mário Soares par Claude Truong-Ngoc 1978.png       | ماريو سواريز (1924–2017)                           | 1991                                               | 9 مارس 1991                                        | 9 مارس 1996                                        | الحزب الاشتراكي (البرتغال)                         | [ 4 ] [ 28 ]                                       |
| 18                                                  | Jorge Sampaio 3.jpg                                | خورخي سامبايو (1939–2021)                          | 1996 ‏                                              | 9 مارس 1996                                        | 9 مارس 2001                                        | الحزب الاشتراكي (البرتغال)                         | [ 4 ] [ 29 ]                                       |
| 18                                                  | Jorge Sampaio 3.jpg                                | خورخي سامبايو (1939–2021)                          | 2001 ‏                                              | 9 مارس 2001                                        | 9 مارس 2006                                        | الحزب الاشتراكي (البرتغال)                         | [ 4 ] [ 29 ]                                       |
| 19                                                  | Cavaco Silva (2014-06-05), cropped.png             | أنيبال كافاكو سيلفا (مواليد 1939)                  | 2006                                               | 9 مارس 2006                                        | 9 مارس 2011                                        | الحزب الديمقراطي الاجتماعي (البرتغال)              | [ 4 ] [ 30 ]                                       |
| 19                                                  | Cavaco Silva (2014-06-05), cropped.png             | أنيبال كافاكو سيلفا (مواليد 1939)                  | 2011                                               | 9 مارس 2011                                        | 9 مارس 2016                                        | الحزب الديمقراطي الاجتماعي (البرتغال)              | [ 4 ] [ 30 ]                                       |
| 20                                                  | Marcelo Rebelo de Sousa (Web Summit).jpg           | مارسيلو ريبيلو دي سوزا (مواليد 1948)               | 2016                                               | 9 مارس 2016                                        | 9 مارس 2021                                        | الحزب الديمقراطي الاجتماعي (البرتغال)              | [ 31 ]                                             |
| 20                                                  | Marcelo Rebelo de Sousa (Web Summit).jpg           | مارسيلو ريبيلو دي سوزا (مواليد 1948)               | 2021 ‏                                              | 9 مارس 2021                                        | في المنصب                                          | الحزب الديمقراطي الاجتماعي (البرتغال)              | [ 31 ]                                             |

- معنى الرموز:

[A]  اغتيل.
[D]  توفي في المنصب لأسباب طبيعية.
[R]  استقال.
[C] أجبر على الاستقالة بسبب «انقلاب».

## الملاحظات
1. ↑  Teófilo Braga served as President of the Provisional Government, the de facto head of government and head of state, from the republican revolution of 1910 to the election of Manuel de Arriaga, the 1st President of Portugal.
2. ↑  "MRP - Teófilo Braga". www.museu.presidencia.pt (بالبرتغالية). Archived from the original on 2025-05-22. Retrieved 2022-08-28.
3. 1 2  "Manuel de Arriaga - PREVIOUS PRESIDENTS: - PRESIDENCIA.PT". www.presidencia.pt (بالبرتغالية). Archived from the original on 2021-02-27. Retrieved 2020-09-03.
4. 1 2 3 4 5 6 7 8 9 10 11 12 13 14 15 16 17 18 19 20 21 22  Braga، Paulo Drumond 1965- (2010). "Os Presidentes da República Portuguesa : sociologia de uma função". مؤرشف من الأصل في 2021-07-25. اطلع عليه بتاريخ 2024-10-31.{{استشهاد ويب}}:  صيانة الاستشهاد: أسماء عددية: قائمة المؤلفين (link)
5. 1 2  "Teófilo Braga". PRESIDENCY OF THE PORTUGUESE REPUBLIC (بen-UK). Archived from the original on 2021-02-27. Retrieved 2016-08-17.{{استشهاد ويب}}:  صيانة الاستشهاد: لغة غير مدعومة (link)
6. 1 2 3 4  "Bernardino Machado - PREVIOUS PRESIDENTS: - PRESIDENCIA.PT". www.presidencia.pt (بالبرتغالية). Archived from the original on 2021-02-27. Retrieved 2020-09-03.
7. 1 2 3  "Sidónio Pais - PREVIOUS PRESIDENTS: - PRESIDENCIA.PT". www.presidencia.pt (بالبرتغالية). Archived from the original on 2021-02-27. Retrieved 2020-09-03.
8. ↑  After leading a coup d'état, Sidónio Pais became President of the Revolutionary Junta and later Prime Minister (President of the Ministry). He then abolished the post of Prime Minister, assuming himself as the head of government as President of the Republic. He was assassinated in 1918.
9. ↑  "Lei Nº 833, de 16 de Dezembro de 1918" (PDF). www.parlamento.pt (بالبرتغالية). Archived from the original (PDF) on 2024-04-26. Retrieved 2022-08-28.
10. ↑  Canto e Castro was head of the Council of Ministers that served as the head of state of Portugal after the assassination of Sidónio Pais in 1918, from December 14 to December 16. He then became interim president until the election of António José de Almeida.
11. 1 2  "Canto e Castro - PREVIOUS PRESIDENTS: - PRESIDENCIA.PT". www.presidencia.pt (بالبرتغالية). Archived from the original on 2021-02-27. Retrieved 2020-09-03.
12. 1 2  "António José de Almeida - PREVIOUS PRESIDENTS: - PRESIDENCIA.PT". www.presidencia.pt (بالبرتغالية). Archived from the original on 2021-02-27. Retrieved 2020-09-03.
13. 1 2  "Teixeira Gomes - PREVIOUS PRESIDENTS: - PRESIDENCIA.PT". www.presidencia.pt (بالبرتغالية). Archived from the original on 2021-02-27. Retrieved 2020-09-03.
14. 1 2 3  Mendes Cabeçadas, Gomes da Costa and Óscar Carmona were the heads of the revolutionary provisional governments during the year of 1926. Although not called Presidents, they were de facto heads of state.
15. 1 2  "Mendes Cabeçadas - PREVIOUS PRESIDENTS: - PRESIDENCIA.PT". www.presidencia.pt (بالبرتغالية). Archived from the original on 2021-02-27. Retrieved 2020-09-04.
16. ↑  "MRP - Manuel Gomes da Costa". www.museu.presidencia.pt (بالبرتغالية). Archived from the original on 2025-05-22. Retrieved 2022-08-28.
17. 1 2  "Gomes da Costa - PREVIOUS PRESIDENTS: - PRESIDENCIA.PT". www.presidencia.pt (بالبرتغالية). Archived from the original on 2021-02-27. Retrieved 2020-09-04.
18. 1 2 3  "Óscar Carmona - PREVIOUS PRESIDENTS: - PRESIDENCIA.PT". www.presidencia.pt (بالبرتغالية). Archived from the original on 2021-02-27. Retrieved 2020-09-04.
19. ↑  Óscar Carmona served initially as head of the revolutionary government after a counter-coup deposed Gomes da Costa. He was de facto head of state between July 9 and November 16, 1926. However he officially took office as President of the Republic on November 16, 1926. Six years later, in 1932, the Estado Novo was proclaimed and the National Union, the only legal party, was formed by أنطونيو سالازار. Carmona joined the party and was the party's candidate for every presidential election (that were considered fraudulent) until 1951, when he died.
20. ↑  António de Oliveira Salazar, the dictatorial President of the Council of Ministers (Prime Minister) occupied the post of president interim between the death of Óscar Carmona and the election of Francisco Craveiro Lopes.
21. ↑  Alves, Maria Teixeira (28 Dec 2016). "Site da Presidência exclui Salazar da lista de Presidentes da República". www.jornaleconomico.pt (بالبرتغالية). Jornal Económico. Archived from the original on 2023-10-10. Retrieved 2022-08-28.
22. ↑  "Craveiro Lopes - PREVIOUS PRESIDENTS: - PRESIDENCIA.PT". www.presidencia.pt (بالبرتغالية). Archived from the original on 2021-02-27. Retrieved 2020-09-04.
23. ↑  "Américo Tomás - PREVIOUS PRESIDENTS: - PRESIDENCIA.PT". www.presidencia.pt (بالبرتغالية). Archived from the original on 2021-02-27. Retrieved 2020-09-04.
24. ↑  Between the ثورة القرنفل on April 25, 1974 and May 15 of the same year, António de Spínola was the head of the National Salvation Junta, being the de facto head of state and government. After May 15 Adelino da Palma Carlos became the Prime Minister, and Spínola continued as de jure head of state as President of the Republic.
25. 1 2  "António de Spínola - PREVIOUS PRESIDENTS: - PRESIDENCIA.PT". www.presidencia.pt (بالبرتغالية). Archived from the original on 2021-02-27. Retrieved 2020-10-05.
26. ↑  "Costa Gomes - PREVIOUS PRESIDENTS: - PRESIDENCIA.PT". www.presidencia.pt (بالبرتغالية). Archived from the original on 2021-02-27. Retrieved 2020-10-05.
27. ↑  "Ramalho Eanes - PREVIOUS PRESIDENTS: - PRESIDENCIA.PT". www.presidencia.pt (بالبرتغالية). Archived from the original on 2021-03-08. Retrieved 2020-10-05.
28. ↑  "Mário Soares - PREVIOUS PRESIDENTS: - PRESIDENCIA.PT". www.presidencia.pt (بالبرتغالية). Archived from the original on 2021-02-27. Retrieved 2020-10-05.
29. ↑  "Jorge Sampaio - PREVIOUS PRESIDENTS: - PRESIDENCIA.PT". www.presidencia.pt (بالبرتغالية). Archived from the original on 2021-02-27. Retrieved 2020-10-05.
30. ↑  "Aníbal Cavaco Silva - PREVIOUS PRESIDENTS: - PRESIDENCIA.PT". www.presidencia.pt (بالبرتغالية). Archived from the original on 2021-02-27. Retrieved 2020-10-05.
31. ↑  "Marcelo Rebelo de Sousa". www.presidencia.pt (بالبرتغالية). Archived from the original on 2021-03-03. Retrieved 2020-10-05.